# Creatonotos aula
Creatonotos aula är en fjärilsart som beskrevs av Jean Baptiste Boisduval. Creatonotos aula ingår i släktet Creatonotos och familjen björnspinnare. Inga underarter finns listade i Catalogue of Life.